# Tryptyk Benedetta Portinariego
Tryptyk Benedetta Portinariego (niderl. Triptiek van Benedetto Portinari) – tryptyk niderlandzkiego malarza niemieckiego pochodzenia Hansa Memlinga znajdujący się w zbiorach muzealnych dwóch placówek: panel środkowy w Gemäldegalerie, skrzydła boczne w Uffizi, we Florencji. Obraz datowany na 1487 (rok wykonania umieszczony na ramie).

## Proweniencja
Praca została zlecona przez Benedetta di Pigello Portinariego, doradcę księcia Burgundii Karola Zuchwałego. Fundator obrazu był bratankiem Tommasa di Folco Portinariego, który zamówił kilka prac w warsztacie Memlinga i był zleceniodawcą tryptyku Hugona van der Goesa, znanego jako Tryptyk Portinarich.
Tryptyk został wysłany do Florencji. Przeznaczony był dla małego kościoła św. Idziego (San Egidio), należącego do kompleksu szpitalnego Santa Maria Nuova, objętego patronatem przez ród Portinarich. W 1825 roku tryptyk trafił do Galerii Uffizi.

## Opis tryptyku
Środkowa tablica ukazuje Madonnę z Dzieciątkiem trzymającym w dłoni jabłko jako symbol grzechu pierworodnego. Motyw ten Memling kilkakrotnie wykorzystał w swoich obrazach. W 1485 roku ukończył tzw. Tryptyk z Chicago, w 1487 Dyptyk Maartena van Nieuwenhove. W obu wykorzystany został podobny układ kompozycyjny: na dyptyku i tryptyku chicagowskim upozowanie Marii jest identyczne choć w lustrzanym odwróceniu stron, głowa Madonny jest taka sama i na dyptyku i na tryptyku Benadetta. Podobne podobieństwa łączą układy i kształty korpusów donatorów przedstawionych na wszystkich trzech pracach. Analiza pozwala stwierdzić, iż inwencja Memlinga skupiona była na oddaniu indywidualnych rysów twarzy i kształtu głów każdego z klientów oraz na powiązaniu scenerii tła obu lub trzech tablic. Na lewym skrzydle przedstawiony został donator Benedetto Portinari. Identyfikacja modela była możliwa dzięki jego dewizie umieszczonej w kartuszu na rewersie DE BONO IN MELIVS oraz nawiązującym do herbu motywom dębu. Na drugim skrzydle ukazany został św. Benedykt pogrążony w lekturze modlitewnika i z pastorałem; jego identyfikacje umożliwia podpis Sanctus Benedictus.